# This Is My Time
This Is My Time (en español: Este es mi momento) es el tercer álbum de estudio de la cantautora y actriz estadounidense Raven-Symoné.

## Información

### Antecedentes
El álbum debutó en el #51 en el Billboard 200 con 19,000 copias vendidas en su semana de lanzamiento. Recibió buenas críticas por parte de los críticos y aficionados para la madurez aún relatable de las canciones en el álbum y por su madurez vocal. El álbum ha vendido más 315,000 copias en los EE. UU. y más de 860,000 en todo el mundo, recibiendo certificación de disco de oro.

### Producción
El sencillo «Backflip» fue coescrito y producido por Scott Storch (coescritor de «Cry Me a River» de Justin Timberlake, «Baby Boy» de Beyoncé) y Kara DioGuardi («Come Clean» de Hilary Duff).
Symoné coescribió algunas canciones, contando con la colaboración de varios productores y compositores, entre ellos Tricky, Robin Thicke, Diane Warren, Walter Afansieff (Destiny's Child, Céline Dion, Gloria Estefan), Guy Roche (Brandy, Christina Aguilera) y Matthew Gerrard (Jessica Simpson).
En entrevistas, Raven dijo lo siguiente acerca de su álbum:

Siempre he sentido que cantar abarca la mitad de mi corazón y la actuación la otra. Este es mi momento para expresarme mí misma musicalmente. Amo ambas por igual, pero la gente siempre está diciendo 'escoge una, escoge una', y escogí actuar porque puedo ser una persona diferente cada semana, pero amo cantar porque puedo poner realmente en ello y puedo ser yo misma
Raven (Revista Jet)

Es un sonido completamente nuevo para mí. Quise hacer un álbum que mezclara nuevo soul con hip-hop alternativo. Disfruto todos los diferentes tipos de música, desde Alanis Morissette a Janet y Jay-Z. Me encanta la libertad de mezclarlo todo para crear mi propio sonido.
Raven (Revista Billboard)

Quise que este álbum sea puro yo. He tenido 2 álbumes anteriores a éste, pero no todos saben de ellos, entonces no quise ir con alguien que me ayude, quise hacerlo a mi manera.
Raven (MTV)

### Promoción
Cuatro canciones del álbum aparecieron tanto en películas de Disney como en sus bandas sonoras:
- «Grazing In The Grass» — The Lion King 1½
- «This Is My Time» — The Princess Diaries 2: Royal Engagement
- «Bump» — Ice Princess
- «Life Is Beautiful» — Go Figure

#### This Is My Time Advance EP
El 1 de enero de 2004, Raven lanzó un EP con Hollywood Records, antes del lanzamiento oficial del álbum. Las canciones con las que cuenta el EP son: «Backflip», «Bump», «Overloved», «What Is Love?» y «Mystify».

#### This Is My Time Tour
A finales del 2005, Raven se fue de gira para promover el álbum. También cantó las canciones de los álbumes That's So Raven y That's So Raven Too!. El concierto había vendido la mayoría de espectáculos. Todos los conciertos fueron al aire libre y normal, un nivel etapa. Ella tuvo a F.I.V.E. Productions como una copia de seguridad de sus bailarines. La gira continuó en el 2006, cuando terminó la película The Cheetah Girls 2 en España.

### Críticas
Una vez conocida el menor Olivia de "The Cosby Show", Raven-Symoné quiere mostrar al mundo que ha crecido. Para demostrarlo, grabó un disco lleno de pop/R&B híbridos llenos de Hilary Duff, como la inocencia y arreglos brillantes. Ella contrató a Diane Warren en la madurez escrita "Overloved", alistando a Scott Storch para el bajo azote funky "Backflip", y pidió a Matthew Gerrard (Duff) para la pista de baile con destino "Bump". Sin embargo, ninguno de estos compositores puede compensar el canto debajo de la reina adolescente, la única cosa que le impide conseguir su pleno florecimiento.
Angie Romero (Vibe)

El momento de Raven-Symoné en el centro de atención comenzó a una edad ridículamente joven como la precocidad de tres años de edad, Olivia quien apareció en varias ocasiones con la familia Huxtable en los últimos años de "The Cosby Show". Su carrera musical comenzó de manera similar temprano, con el disco de 1993 de rap para niños, Here's to New Dreams. La talentosa actriz y cantante se quedó en el ojo público durante su crecimiento, ya a los 18 años lanzó su tercer disco, This Is My Time. Un largo camino de temas como "First Day Of School" y "Hip Hop Teddybear," Symoné aquí ofrece música dulce, melódica, y definitivamente un R&B maduro, en la vena de otra cantante que comenzó su carrera de niña en un popular programa de TV - Janet Jackson.
Symoné abre con elegancia, secuestrada en marcha baile sencillo "Mystify", seguido por el alma en retroceso de la declaración de la mujer despreciada "Backflip". Ella muestra su comodidad en una balada en el atractivo "What Is Love?", junto con una predilección por la poesía con los ojos abiertos "Alice". En "This Is My Time", Raven-Symoné se declara un adulto, y el resultado es un encantador álbum.
Allmusic

La diosa adolescente del pop con cara de bebé, Raven-Symoné, ofrece una sorprendente y sofisticada colección de nuevas canciones en This Is My Time. Comenzando con "Mystify", una lección musical en el poder de jugar duro para conseguirlo, Raven-Symoné trabaja su manera a través de la decepción romántica en "Backflip" ("Don't give me that tired act cause you've been running around... don't be cutting corners on me... I need to see it to believe it.") y el deseo ("Overloved"), y luego las cosas se ponen aún más interesante con "Set Me Free", una declaración de independencia de un novio demasiado posesivo. Hay una encantadora fantasía de Alicia en el País de las Maravillas ("Just Fly Away"), y una melodía de baile ("Bump"), seguido de varias canciones que parecen diseñadas para alentar a las niñas a apreciar su propia individualidad y de otros.

A pesar de su chapa de pop brillante, This Is My Time es más inteligente e interesante de lo que cabría esperar de un reina adolescente de Disney, y - para las niñas pre-adolescentes que necesitan un poco de validación - sin duda una joya. Las canciones son interesantes, bien producidas, y muestran una gama sorprendentemente competente (y seguro) musical y vocal. Ellos suponen un golpe suave pero empoderamiento para mujeres jóvenes, abordando temas como el coqueteo, la posesividad, individualidad y autoestima. Todo esto se hace con buenas actuaciones fuertes, canciones bien escritas en una variedad de estilos, maestría musical interesante, y un mínimo de predicamento.
Kathi Kamen Goldmark (CSM)

## Canciones
| N.º   | Título                 | Escritor(es)                                                        | Productor(es)                    | Duración |  |
| 1.    | «Mystify»              | Jay Condiotti, Matthew Gerrard, Robbie Nevil                        | Matthew Gerrard                  | 3:46     |  |
| 2.    | «Backflip»             | Kara DioGuardi, Scott Storch                                        | Scott Storch                     | 3:53     |  |
| 3.    | «What Is Love?»        | Joseph Belmaati, Kara DioGuardi, Mich Hansen, Robyn Carlsson        | Kara DioGuardi, J-Spark          | 3:46     |  |
| 4.    | «Overloved»            | Diane Warren                                                        | Walter Afanasieff                | 4:11     |  |
| 5.    | «Set Me Free»          | Raven-Symoné, James Gass, Robin Thicke, Sean Hurley                 | Robin Thicke, Pro Jay            | 3:45     |  |
| 6.    | «Alice»                | Raven-Symoné, Jeffrey Fortson, James Joiner III                     | Def Jef, James Joiner Joiner III | 3:59     |  |
| 7.    | «Just Fly Away»        | Raven-Symoné, Haskel Jackson, Ray Cham                              | Ray "Sol Survivor" Cham          | 3:33     |  |
| 8.    | «Bump»                 | Jay Condiotti, Matthew Gerrard, Robbie Nevil                        | Matthew Gerrard                  | 3:28     |  |
| 9.    | «Life Is Beautiful»    | Eve Nelson, Jeffrey Franzel, Maria Biorn Christensen, Shelly Peiken | Trixster, Penelope Magnet        | 3:17     |  |
| 10.   | «What's Real?»         | Guy Roche, Shelly Peiken                                            | Trixster, Penelope Magnet        | 3:35     |  |
| 11.   | «Grazing In The Grass» | Harry Elston, Philemon Hou                                          | Robbie Buchanan                  | 3:08     |  |
| 12.   | «Typical»              | Raven-Symoné, Matthew Gerrard, Robbie Nevil                         | Matthew Gerrard                  | 3:16     |  |
| 13.   | «This Is My Time»      | Raven-Symoné, Matthew Gerrard, Robbie Nevil                         | Matthew Gerrard                  | 4:24     |  |
| 48:41 |                        |                                                                     |                                  |          |  |

| Edición Europea |                            |                              |             |          |  |
| N.º             | Título                     | Escritor(es)                 | Directora   | Duración |  |
| 14.             | «Backflip» (Video musical) | Kara DioGuardi, Scott Storch | Sanaa Hamri |          |  |

## Detalles

### Ventas, posiciones y certificaciones
| Chart (2004 - 2005)                   | Posición | Ventas  | Cert. | Referencias         |
| ------------------------------------- | -------- | ------- | ----- | ------------------- |
| Canadian Albums Chart                 | 15       | 235,000 | —     | [ 37 ] [ 38 ]       |
| Canadian R&B Albums Chart             | 5        | 235,000 | —     | [ 37 ] [ 38 ]       |
| Philippine Pop Albums                 | 5        | 7,200   | —     | [ 39 ] [ 40 ]       |
| Philippine R&B/Soul Albums            | 1        | 7,200   | —     | [ 39 ] [ 40 ]       |
| Japan Oricon Charts                   | 23       | 45,000  | —     | [ 41 ] [ 42 ]       |
| Korean Albums Charts                  | 88       | 30,000  | —     | [ 43 ] [ 44 ]       |
| UK Albums Chart                       | 35       | 50,000  | —     | [ 45 ] [ 46 ]       |
| Francia Albums Chart                  | 15       | 130,200 | —     | [ 47 ] [ 48 ]       |
| U.S. Billboard 200                    | 51       | 315,000 |       | [ 49 ] [ 11 ] [ 7 ] |
| U.S. Billboard Comprehensive Albums   | 51       | 315,000 |       | [ 49 ] [ 11 ] [ 7 ] |
| U.S. Billboard Top R&B/Hip-Hop Albums | 50       | 315,000 |       | [ 49 ] [ 11 ] [ 7 ] |
| Mundo                                 | Mundo    | 860,000 | —     | [ 11 ] [ 12 ]       |

### Lanzamientos
| Región          | Fecha                    | Discográfica                     |
| --------------- | ------------------------ | -------------------------------- |
| Europa          | 7 de septiembre de 2004  | Hollywood/Megaphon Importservice |
| Reino Unido     | 14 de septiembre de 2004 | Hollywood/Universal Music Group  |
| Japón           | 15 de septiembre de 2004 | Hollywood                        |
| Estados Unidos. | 21 de septiembre de 2004 | Hollywood                        |
| Canadá          | 21 de septiembre de 2004 | Hollywood/Universal Music Group  |
| Eslovaquia      | 21 de septiembre de 2004 | Hollywood/Universal Music Group  |
| Francia         | 21 de septiembre de 2004 | Hollywood/Universal Music Group  |
| Taiwán          | 21 de septiembre de 2004 | Hollywood/Universal Music Group  |
| Hong Kong       | 15 de octubre de 2004    | Hollywood/Universal Music Group  |

## Premios y nominaciones
Teen Music International Brazil
| Año  | Estatus  | Categoría                    | Trabajo         | Referencias          |
| ---- | -------- | ---------------------------- | --------------- | -------------------- |
| 2009 | Nominada | Mejor álbum pop              | This Is My Time | [ 57 ] [ 58 ] [ 59 ] |
| 2009 | Ganó     | Mejor vocal de soul femenina | Typical         | [ 57 ] [ 58 ] [ 59 ] |

## Créditos y personal
- Coordinación A&R: Dani Markman.
- Compositores: Jay Condiotti, Matthew Gerrard, Robbie Nevil, Kara DioGuardi, Scott Storch, Joseph Belmaati, Mich Hansen, Robyn Carlsson, Diane Warren, Raven-Symoné, James Gass, Robin Thicke, Sean Hurley, Jeffrey Fortson, James Joiner III, Haskel Jackson, Ray Cham, Eve Nelson, Jeffrey Franzel, Maria Biorn Christensen, Shelly Peiken, Guy Roche, Harry Elston, Philemon Hou.
- Productores: Matthew Gerrard, Scott Storch, Kara DioGuardi, J-Spark, Walter Afanasieff, Robin Thicke, Pro Jay, Def Jef, James Joiner Joiner III, Ray "Sol Survivor" Cham, Trixster, Penelope Magnet, Robbie Buchanan.
- Producción vocal: Kara DioGuardi, Ray "Sol Survivor" Cham, Anson Dawkins.
- Productores ejecutivos: Raven-Symoné, Christopher B. Pearman, Jay Landers.
- Mezclas: Krish Sharma, Kevin "KD" Davis, Dave Way, Pro Jay, Anne Catalino, Tony Shepperd, Nathaniel Kunkel.
- Masterización: Stephen Marcussen.
- Ingenieros: Terrence Cash, Dru Castro, Alec Newell.
- Director creativo: David Show.
- Director artístico: Jeri Heiden.
- Diseño: Sara Cumings.
- Fotografía: George Holz.
- Estilista: Robin Newbind, Jannette Fuller.
- Peinado y maquillaje: D'Andre Michael.[5][6]